# Инсарский, Василий Антонович
Васи́лий Анто́нович Инса́рский (12 [24] апреля 1814, Пенза — 23 декабря 1882 [4 января 1883], Санкт-Петербург) — русский писатель-мемуарист.

## Биография
Из небогатой дворянской семьи. Отец — уездный казначей. Получил домашнее воспитание, учился в Пензенской гимназии. С 1832 жил в Санкт-Петербурге, служил в Департаменте государственных имуществ. С 1843 заведовал делами князя А. И. Барятинского, живя в его курских поместьях. В 1852—1856 служил по почтовому ведомству, затем был сначала вице-директором, позже директором канцелярии кавказского наместника князя А. И. Барятинского (1857—1862); московский почт-директор (1866—1872); тайный советник (1878).
Умер от воспаления мозга в Петербурге в декабре 1882 года, похоронен в Александро-Невской Лавре.

## Творчество
Дебютировал в печати «Очерком истории рода князей Барятинских» (1860). Печатал статьи на темы почтового ведомства. По совету В. Ф. Одоевского начал писать мемуарные «Записки». Полные интереса, обширные «Записки» Инсарского появились частично в «Русском архиве» (1868, 1869, 1873, 1874) и «Русской старине» (1874 — «Тревоги в театральном управлении, 1853 г.» — и 1894). Издал также книгу о своём детстве «Половодье. Картины провинциальной жизни прежнего времени» (Санкт-Петербург, 1875).
В мемуарах, среди прочего, описал своё знакомство с В. Г. Белинским, М. Ю. Лермонтовым, Н. А. Некрасовым, А. П. Брюлловым, М. И. Глинкой. «Записки» и «Половодье» отличаются литературными достоинствами; в них усматривается умение «показать характер описываемого лица, пластичность описаний, тонкий юмор, широта охвата событий», благодаря чему его книги стали «заметным явлением рус. мемуарной лит-ры» XIX века (А. И. Рейтблат).
В сентябре 1857 года посетил Баку. Во время пребывания его в городе, 14 сентября 1857 года около Шувелян потерпел крушение пароход «Куба», шедший из Астрахани в Баку. На пароходе была снаряжена гидрографическая экспедиция под руководством Н. А. Ивашинцова для изучения Каспийского моря с целью составления его подробной карты и лоции. Об этом происшествии написал очерк «Из кавказских воспоминаний В. А. Инсарского. Поездка в Баку».

## Сочинения
- Воспоминания В. А. Инсарского. Из быта наших помещиков. 1840-1850 // Русская старина, 1874. – Т. 9. - № 2. – С. 301-322.
- Воспоминания В. А. Инсарского. Тревога в Театральном Управлении. 1853 // Русская старина, 1874. – Т. 11. - № 10. – С. 303-314.
- Из Кавказских воспоминаний В. А. Инсарского. Поездка в Баку // Русский архив, 1868. – Изд. 2-е. – М., 1869. – Стб. 475-514.
- Кавказские праздники. Из Записок В. А. Инсарского // Русский архив, 1868. –Изд. 2-е. – М., 1869. – Стб. 1003-1031.
- Поход 1859 года. (Из записок В. А. Инсарского) // Русский архив, 1868. – Изд. 2-е. – М., 1869. – Стб. 1245-1318.